# 穆埃達
穆埃達是東非國家莫桑比克的城鎮，由德爾加杜角省負責管轄，位於該國東北部，距離首府彭巴175公里，海拔高度249米，每年平均降雨量1,100毫米，鎮上有機場設施。